# Rockers (Film)
Rockers ist ein jamaikanischer Spielfilm von Theodoros Bafaloukos aus dem Jahr 1978. In dem Film, der halbdokumentarischen Charakter hat, sind mehrere bekannte Reggae-Musiker zu sehen, darunter Leroy Wallace in der Hauptrolle und Tommy McCook, Gregory Isaacs, Big Youth, Burning Spear, Robbie Shakespeare sowie die Musikproduzenten Jack Ruby und Joe Gibbs in Nebenrollen. Rockers feierte seine Premiere auf dem San Francisco International Film Festival 1978.

## Handlung
Horsemouth, ein arbeitsloser Schlagzeuger und bekennender Rasta, lebt mit seiner Frau Madgie und drei Kindern im Ghetto von Kingston. Mit dem Verkauf und Vertrieb von Single-Schallplatten will er etwas dazuverdienen. Er leiht sich Geld für ein Motorrad, um damit die Platten zu den Läden und Soundsystemen auf der Insel zu bringen. Auf der Hausparty des Musikproduzenten Jack Ruby wird ihm das Motorrad gestohlen. Die Spuren führen zur Inselmafia, die das Diebesgut in einem Lagerhaus abstellt. Horsemouth holt sich mit der Hilfe seiner Gefährten das Motorrad zurück. Daraufhin schlägt die Inselmafia ihn zusammen. Der Rasta-Eremit Ashley „Higher“ Harris pflegt ihn gesund und stählt seinen Willen. Selbstbewusst räumen Horsemouth und Gefährten das Warenlager der Mafia leer und verschenken den Inhalt in einer Robin-Hood-Geste an die Bewohner des Ghettos.

## Produktion
Regisseur war der griechische Dokumentarfilmer Theodoros „Ted“ Bafaloukos. Während eines Auftritts der Burning-Spear-Band in Deutschland 1976 traf Bafaloukos auf Horsemouth und Richard Hall und machte sich mit den Musikern bekannt. Bafaloukos kam mit seinem Filmteam 1977 nach Jamaika, um einen Dokumentarfilm über die Reggae-Kultur zu machen. Rockers entwickelte sich jedoch zu einem abendfüllenden Spielfilm mit durchgehender Handlung. Mit einem Budget von 500.000 JA$ (etwa 10.000 US-Dollar) wurde der Film in zwei Monaten abgedreht. Drehorte waren Ocho Rios und Kingston.
Der Kinofilm wurde zum Kultfilm, weil er die aufblühende Reggae-Kultur Mitte der 1970er Jahre in ihrem Milieu zeigt. Der Film präsentiert authentische Charaktere durch Kleidung, Wohnumfeld, Tanzstile, Gebräuche, Tätigkeiten und Eigenarten, wie beispielsweise das Sprechen auf Patwa, der ans Englische angelehnten Kreolsprache Jamaikas. Viele zeitgenössische Musiker treten als sie selbst auf: Tommy McCook, Richard Hall, Inner Circle mit Jacob Miller und Kiddus I. In der Eröffnungsszene ist eine Nyabinghi-Session zu sehen, bei der Ras Michael & The Sons of Negus gemeinsam mit den Abyssinians deren Song Satta Massagana spielen. Der Rasta-Eremit Ashley „Higher“ Harris richtet einige Worte direkt an die Zuschauer. Die Musikproduzenten Jack Ruby und Joe Gibbs werden bei ihrer Arbeit gezeigt. Der Schlagzeuger Leroy „Horsemouth“ Wallace ist zu sehen, wie er mit seiner Ehefrau und seinen drei Kindern in seinem wirklichen Zuhause lebt. Horsemouth raucht mit Burning Spear einen Ganja-Spliff.
Rockers feierte seine Premiere auf dem San Francisco International Film Festival 1978 und kam 1980 in die US-Kinos.

## Rezeption
Der Filmdienst bezeichnet Rockers als „eine betont naive Sozialparabel, deren Botschaft dem europäischen Zuschauer zu simpel erscheinen mag, die aber Musikfreunden einen erhellenden Blick auf die ethnischen und sozialen Wurzeln einer musikalischen Gattung gewährt.“
Mick Sleeper von der Seite Imagesjournal findet, von den drei jamaikanischen Kultfilmen The Harder They Come (1972), Rockers (1978) und Countryman (1982) „ist Rockers mit seiner klaren, farbenfrohen Kinematografie und einem dynamischen Soundtrack vielleicht der anmutigste. Mit seinen ungestümen Dialogen, einer großartigen Besetzung und einer wunderbaren Geschichte ist Rockers ein wahres Sehvergnügen.“

## Soundtrack
Ein Jahr nach der Filmpremiere erschien auf Island Records ein Soundtrack-Album, das 1990 auch auf Compact Disc und 2009 als digitales Album zum Streamen veröffentlicht wurde. Die im Film verwendeten Stücke Dread Lion von den Upsetters und Stumbling Block von Dillinger sind nicht auf dem regulären Soundtrack-Album enthalten.
Seite 1
1. Inner Circle: We ‘A’ Rockers (Ian Lewis, Bernard Harvey)
2. The Maytones: Money Worries (Wilson)
3. Junior Murvin: Police & Thieves (Junior Murvin, Lee Perry)
4. The Heptones: Book of Rules (Barry Llewellyn, Harry Johnson)
5. Peter Tosh: Stepping Razor (Joe Higgs)
6. Jacob Miller: Tenement Yard (Jacob Miller, Roger Lewis)
7. Junior Byles: Fade Away (Earl „Chinna“ Smith)

Seite 2
1. Bunny Wailer: Rockers (Neville Livingstone)
2. Gregory Isaacs: Slave Master (Gregory Isaacs)
3. Rockers All Stars: Man in the Street (Coxsone Dodd)
4. Kiddus I: Graduation in Zion (Frank Dowding)
5. Burning Spear: Jah No Dead (Winston Rodney)
6. Third World: Satta Massagana (L. Manning, D. Manning, B. Collins)
7. Justin Hines & the Dominoes: Natty Take Over (Justin Hines, Michael Roper)